# Kurk Lee
Kurk Marvin Lee (Baltimore, Maryland, 3 de junio de 1967) es un exjugador de baloncesto estadounidense que jugó una temporada en la NBA, desarrollando el resto de su carrera profesional en ligas menores de su país, en la liga finesa y en la liga estonia. Con 1,91 metros de estatura, lo hacía en la posición de base.

## Trayectoria deportiva

### Universidad
Jugó durante dos temporadas con los Hilltoppers de la Universidad de Kentucky Occidental, para posteriormente ser transferido a los Tigers de la Universidad Towson, donde jugó dos temporadas más en las que promedió 25,7 puntos, 5,1 rebotes y 2,4 asistencias por partido. Fue elegido en ambas Jugador del Año de la East Coast Conference, tras liderar los dos años la conferencia en anotación.

### Profesional
Tras no ser elegido en el Draft de la NBA de 1990, fichó por los New Jersey Nets, con los que disputó una temporada, en la que promedió 1,4 puntos por partido.
Su carrera profesional se alargó once años más, jugando en la USBL y la CBA de su país, además de en Finlandia y en Estonia.

## Estadísticas de su carrera en la NBA

### Temporada regular
| Temp.   | Edad | Equipo          | Liga | Pos. | P  | TIT | MIN | TC  | TCA | %TC  | 3P  | 3PA | %3P  | 2P  | 2PA | %2P  | TL  | TLA | %TL  | R.OF. | R.DEF. | REB | ASIS | ROB | TAP | PER | FP  | PTS |
| 1990-91 | 23   | New Jersey Nets | NBA  | SF   | 48 | 0   | 5.5 | 0.4 | 1.5 | .268 | 0.1 | 0.3 | .200 | 0.3 | 1.2 | .286 | 0.5 | 0.6 | .893 | 0.1   | 0.5    | 0.6 | 0.7  | 0.2 | 0.0 | 0.4 | 0.8 | 1.4 |
| Total   |      |                 | NBA  |      | 48 | 0   | 5.5 | 0.4 | 1.5 | .268 | 0.1 | 0.3 | .200 | 0.3 | 1.2 | .286 | 0.5 | 0.6 | .893 | 0.1   | 0.5    | 0.6 | 0.7  | 0.2 | 0.0 | 0.4 | 0.8 | 1.4 |